# José Corredor Matheos
José Corredor Matheos (ur. 14 lipca 1929 w Alcázar de San Juan) – hiszpański poeta, historyk, krytyk sztuki, tłumacz i eseista. Należy do tzw. pokolenia 50, poetów, którzy w okresie wojny domowej w Hiszpanii byli dziećmi.